# Вінницький тролейбус
Вíнницький тролéйбус — діюча тролейбусна система міста Вінниця. Власником тролейбусної мережі вінницького тролейбуса є місто, оренду системи й забезпечення перевезення пасажирів здійснює КП «Вінницька транспортна компанія».
Тролейбус нарівні з трамваєм користується у вінничан значною популярністю, адже не лише сполучає віддалені житлові мікрорайони з центром міста, а й є відносно економічним і швидким видом громадського транспорту.

## Історія
Вінниця активно розвивалась у 1960-х роках, відтак існуючі трамвайні лінії були вже не здатні впоратися зі зрослими пасажиропотоками. З метою сполучення двох промислових районів через середмістя, місцева влада вирішила звести тролейбусну лінію. Однак республіканська влада деякий час не давала згоду на пуск тролейбусного руху у Вінниці, тому всі підготовчі роботи в місті здійснювались напівофіційно — електродроти ж тягнулися під виглядом поліпшення міського вуличного освітлення.
У 1963 році з молдовського Кишинева надійшли 4 списані машини МТБ-82Д і одна ЯТБ-4 з Одеси, що вже до ладу були доведені на місці. 30 грудня 1963 року відбувся пілотний (напівофіційний) пуск першої вінницької тролейбусної лінії від Жовтневої площі вулицею Островського, Немирівським шосе до робітничого селища олієжиркомбінату (зупинка «Рибзбут»).
Офіційно перша черга — лінія «Жовтнева площа — вул. Карла Маркса» — була введена в експлуатацію 18 лютого 1964 року.
Наприкінці 1965 року було введено в експлуатацію тимчасове депо на 25 місць по вулиці Островського. На той час вінницький тролейбусний парк уже нараховував 5 машин Київ-5, 2 машини Київ-2, 21 машину ЗіУ-5 (МТБ-82Д та ЯТБ-4 тоді вже списали). У жовтні 1965 року введена в експлуатацію нова лінія від Жовтневої площі вулицею Київською до заводу «Будіндустрія» та об'єднання «Вінницяводоканал», для чого обладнали пересувну тягову підстанцію (у старому тролейбусі ЯТБ-4).
18 листопада 1967 року лінію подовжили від Водоканалу до північно-східної промзони по вулиці Тарногородського до Підшипникового заводу (ДПЗ-18).
31 грудня 1967 року введено в експлуатацію нову лінію із Замостя вулицею Чорновола, П'ятничанським мостом через площу Героїв Майдану, вулицями Театральною, Соборною та Пирогова до медичного інституту.
У листопаді 1968 року прокладено нову лінію вулицями Кірова та Соборною до залізничного вокзалу, куди відкрито рух тролейбусів нового маршруту № 4 «Медінститут — вул. Леніна — пл. Жовтнева — Залізничний вокзал». У результаті такого розширення мережа збільшилась від 4,9 км (1964) до 17,1 км (1966) і 35,3 км (наприкінці 1968 року); число машин в інвентарі від 31 (кінець 1965 року) до 38 (1967). У 1968 році надійшли ще 30 тролейбусів, в тому числі 25 нових ЗіУ-5 та Київ-4; у 1969 році — 11 нових машин.
У 1972 році місто отримало перші 10 машин ЗіУ-682.
Впродовж 1969—1973 років у Вінниці було збудовано постійне тролейбусне депо на 100 машиномісць.
У грудні 1974 року введено в експлуатацію нову тролейбусну лінію на житловий масив Вишенька вулицею Спартаківською (нині — Келецька) до проспекту Ленінського Комсомолу — для нової лінії надійшло 10 тролейбусів ЗіУ-682.
17 січня 1977 року, у сніжний день, тролейбус ЗіУ-682Б (№ 107), яким керувала Зоя Ткаченко, прямував за маршрутом від ДПЗ-18 до інструментального заводу. Перетнувши перехрестя вулиць Островського і Привокзальної та влившись у транспортний потік, потім проїхав повз залізничний міст. На вулиці Лебединського тролейбус раптово загальмував і внаслідок ожеледиці його занесло на зустрічну вантажівку. Передньою частиною тролейбус вдарився в її бензобак. Обидва транспортні засоби загорілися через пошкодження бензобаку. Лобове скло тролейбуса розбилося і в обличчя Зої Ткаченко вдарив струмінь палаючої рідини. До того, як кабіну водія охопило полум'я, вона встигла тумблером відкрити задні та середні двері й прокричати: «Виходьте швидше», проте до кнопки передніх дверей не дотягнулася. Аварія трапилася о 15 годині 10 хвилин, незадовго до кінця робочої зміни. Жоден зі 120 пасажирів не постраждав.  У 1988 року тролейбусну зупинку «Насіннєвий завод» у Вінниці перейменували на «Імені Зої Ткаченко». Також на ній встановили меморіальну дошку. Ім'я Зої Ткаченко занесли до списку ветеранів трамвайно-тролейбусного управління Вінниці. У 2013 році нагороду «За честь та мужність» отримав онук відважної жінки Ігор Ткаченко.
У листопаді 1978 року введено в експлуатацію лінію від Жовтневої площі проспектом Коцюбинського до залізничного вокзалу, відтак протяжність мережі збільшилась від 
 км до 48,1 км.
Станом на 1 січня 1982 року у вінницькому тролейбусному парку було 13 машин ЗіУ-5 та 118 ЗіУ-682, а вже 1 січня 1985 року парк налічував 140 машин ЗіУ-682.

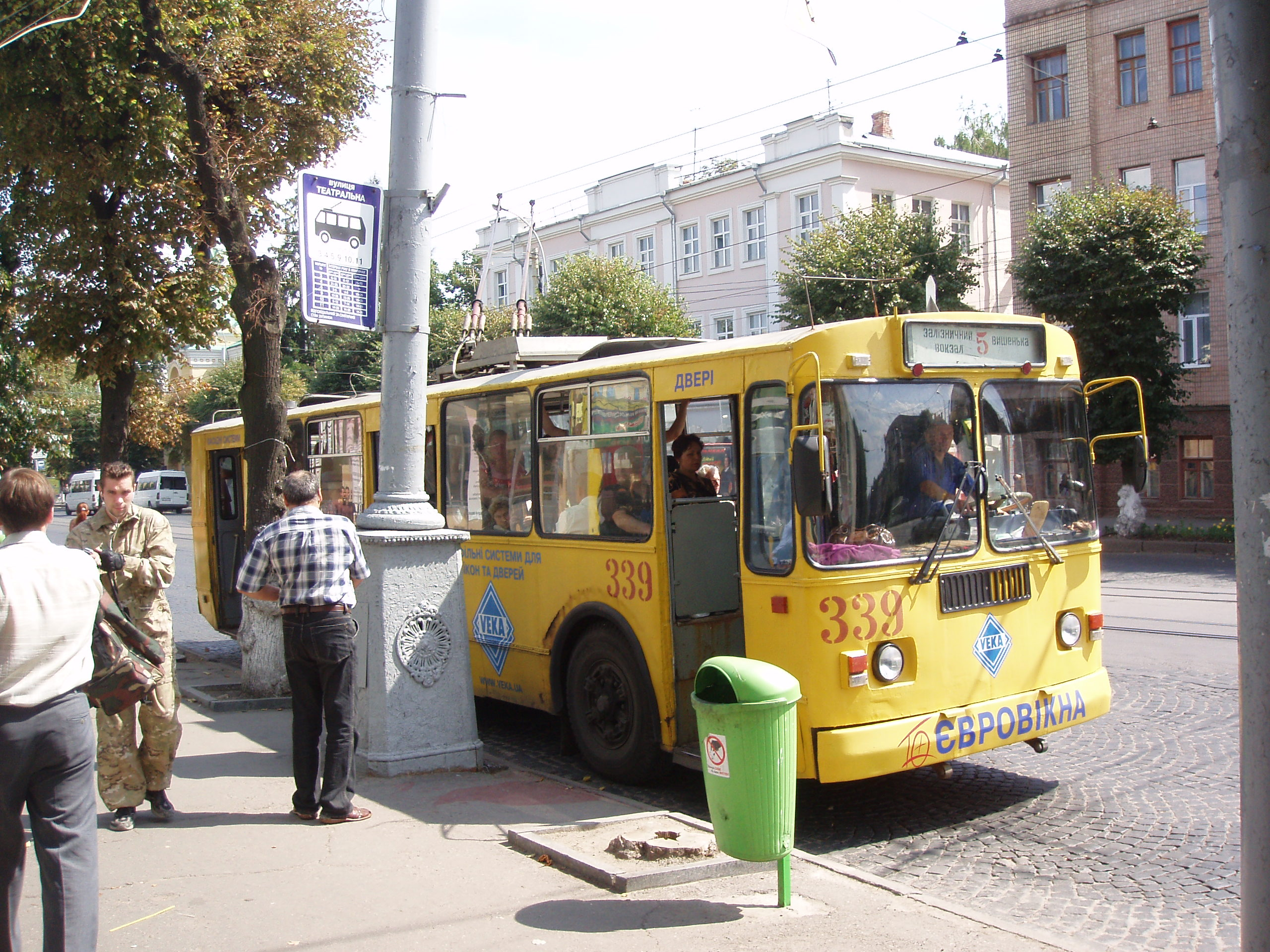
ЗіУ-682 (№ 339) на маршруті № 5

Обсяг перевезень на вінницьких тролейбусах постійно збільшувався:
| Рік  | Обсяг перевезень, осіб | Примітка                                 |
| ---- | ---------------------- | ---------------------------------------- |
| 1973 | 29,5 млн               |                                          |
| 1977 | 45,6 млн               |                                          |
| 1984 | 57,2 млн               |                                          |
| 1987 | 69,7 млн               |                                          |
| 1991 | 82,0 млн               |                                          |
| 1993 | 94,5 млн               | ▲ перевищення обсягу перевезень трамваєм |
| 1994 | 94,8 млн               |                                          |
| 2014 | 73,34 млн              |                                          |
| 2015 | 78 480,3 тис.          |                                          |
| 2016 | 79 436,7 тис.          |                                          |

Такий приріст був пов'язаний з прокладанням тролейбусної лінії у великому житловому масиві Вишенька.
Чисельність тролейбусів також постійно зростала: 146 (1986), 153 (1989), 182 (1991).
У листопаді 1990 року було відкрито маршрут № 6 «Меморіал Визволення — Залізничний вокзал» й випущено, таким чином, 15 нових машин.
У 1993 році надійшли перші 3 зчленовані машини моделі ЮМЗ Т1.
Станом на 1 січня 1995 року загальна довжина мережі склала 64,0 км, в експлуатації перебували одне депо на 100 місць, 178 пасажирських тролейбусів і 7 тягових підстанцій.
За роки Незалежності України (з 1991 року) розвиток тролейбусної мережі в місті відбувався інтенсивніше за трамвайну. З'явились нові лінії на Свердловському масиві (1997 рік) та у Тяжилові (до вулиці Лугової у 1998 році). Було збудовано нову лінію. Гніванським шосе до Аграрного університету (23 серпня 2006 року відкрито маршрут № 12) та нову лінію вулицями Фрунзе та Червоноармійською до нового муніципального ринку (відкрито 21 липня 2007 року). Довжина мережі зросла до 86,6 км.

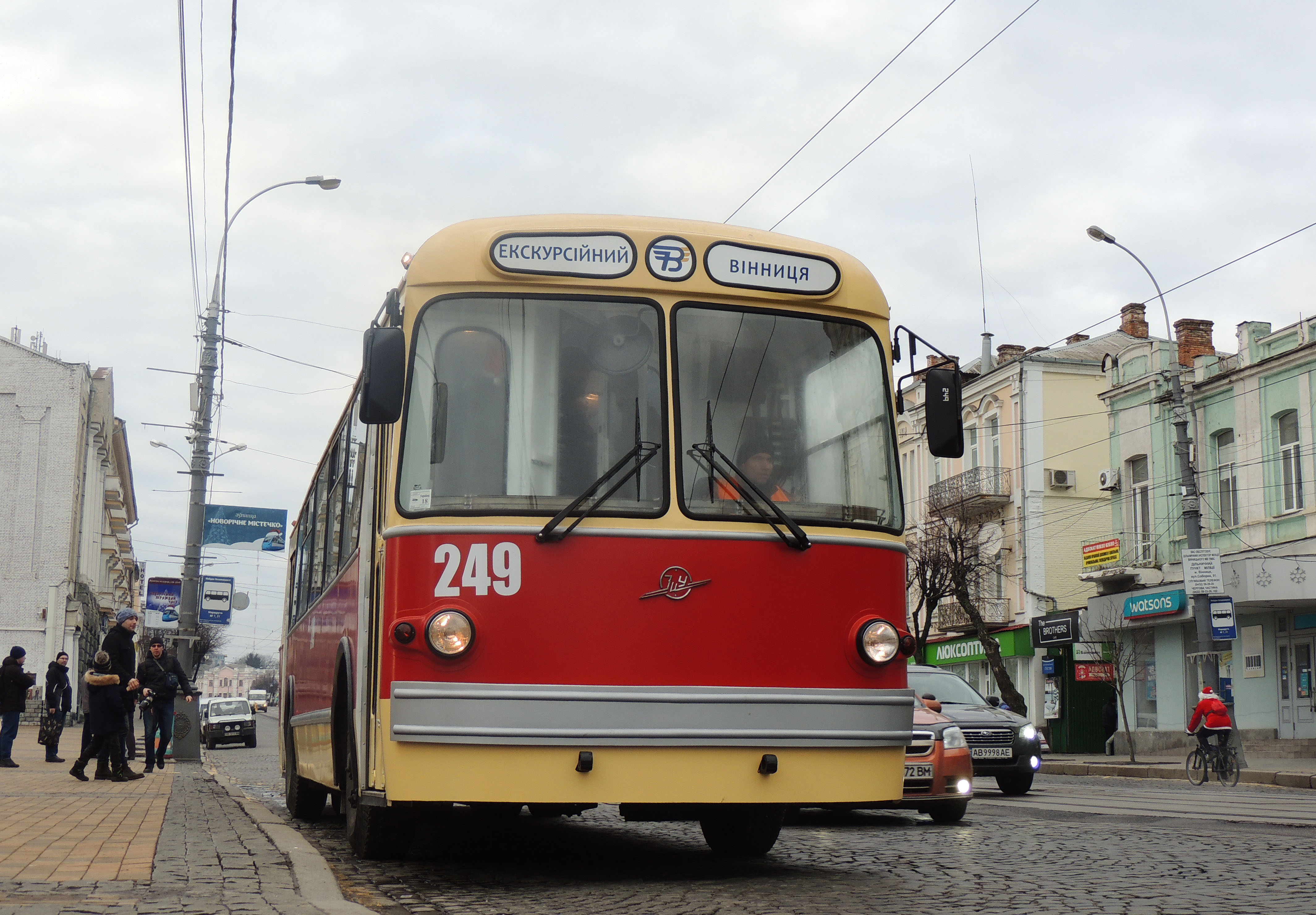
Екскурсійний ЗіУ-5 (№ 249)

У 2006 році модернізовано, із заміною кузова, 12 тролейбусів ЗіУ-682.
У 2007 році містом було придбано 5 нових тролейбусів ЛАЗ Е183.
З 16 лютого 2012 року, у зв'язку зі змінами транспортної схеми міста комунальне підприємство «Вінницьке трамвайно-тролейбусне управління» провела ряд організаційних заходів щодо поліпшення якості і швидкості обслуговування пасажирів. Електротранспорт почав працювати в новому режимі. Перші рейси пасажирського транспорту починаються з 05:30 ранку і закінчує роботу муніципальний транспорт близько опівночі.
У 2012—2014 роках капітально відновлено і модернізовано 77 тролейбусів моделі ЗіУ-682.

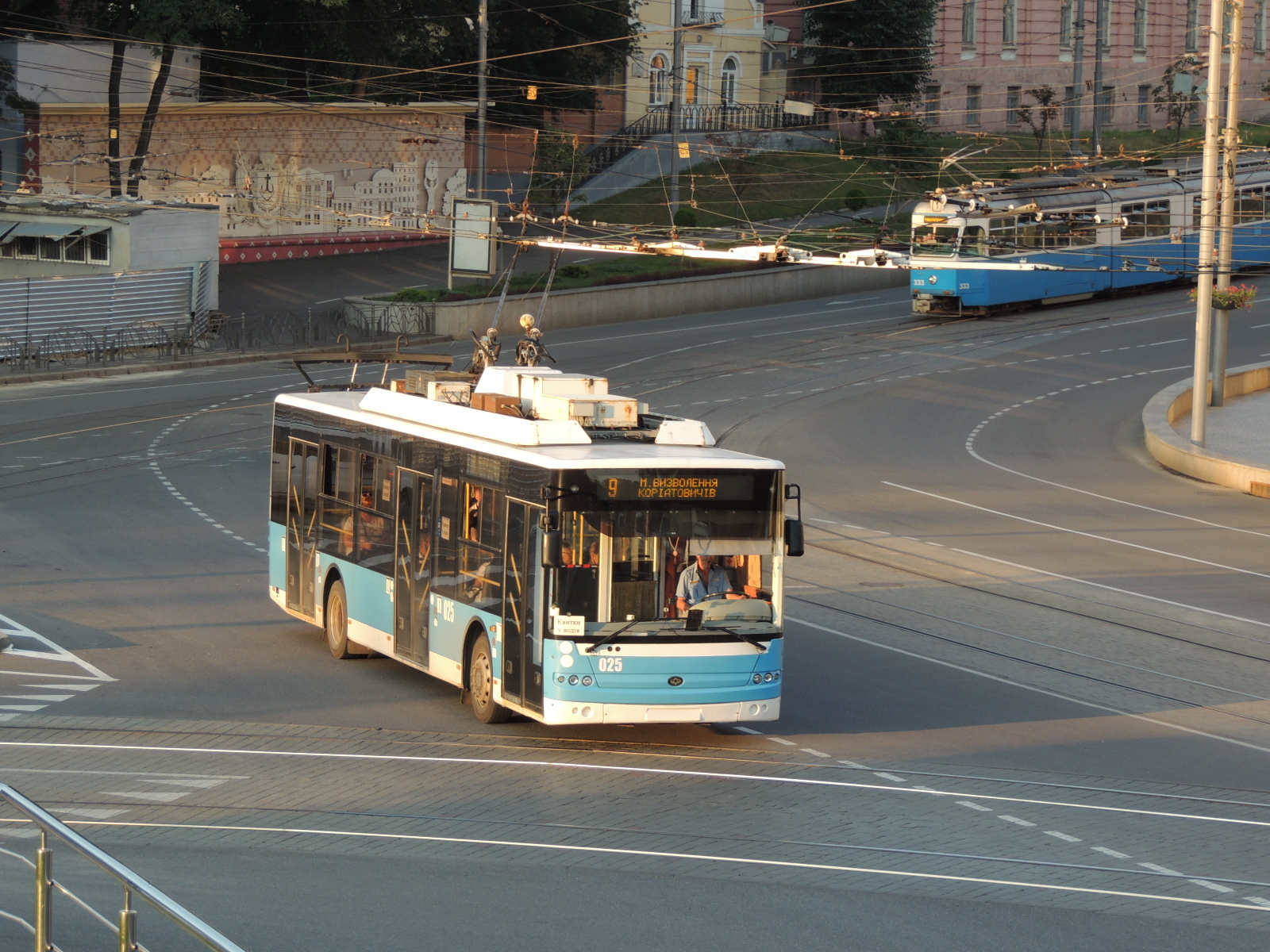
Богдан Т701.17 (№ 025) на площі Гагаріна

6 лютого 2014 року в депо надійшов перший тролейбус Богдан Т701.17.
18 лютого 2014 року минуло 50 років з початку відкриття тролейбусного руху у Вінниці.
7 березня 2014 року на вулицях міста почав курсувати «афганський» тролейбус (№ 346). На тролейбусі зображені події війни 1970-х — 1980-х років. Це свого роду друге народження «афганського» тролейбусу у Вінниці. Близько 20 років тому по місту вже їздив «афганський» тролейбус, який рухався по звичайному рейсовому маршруту. У ньому збиралися кошти на будівництво пам'ятника загиблим воїнам-афганцям, який згодом був встановлений у Центральному парку міста.
14 квітня 2014 року перші 11 тролейбуси Богдан Т701.17 розпочали пасажирську експлуатацію у місті Вінниця. Впродовж першого півріччя 2014 року місто отримало 40 нових тролейбусів та 30 автобусів вітчизняного виробництва. Постачання нової техніки проходило в рамках урядової програми, за якою місту було надано кредит від державного банку.
Після введення в експлуатацію усіх Богдан Т701.17 у Вінниці, машини почали працювати на міських маршрутах разом з іншими тролейбусами. Тролейбуси цієї моделі забезпечили третину щоденного випуску низькопідлоговим транспортом. До постачання даних тролейбусів, у місті експлуатувалися лише 5 низькопідлогових тролейбусів ЛАЗ Е183. Тролейбуси Богдан Т701.17 за відгуками стали найзручнішими як для водіїв, так і для пасажирів за попередні покоління тролейбусів.
Станом на червень 2014 року надійшли всі 40 тролейбусів Богдан Т701.17 і лише один з них (№ 001) має можливість автономного ходу.
9 вересня 2017 року до Дня міста вінничанам представили відновлену модель тролейбуса ЗіУ-5 (№ 249). Останній раз тролейбуси ЗіУ-5 виходили на маршрути міста ще у 1982 році. Для відновлення тролейбуса ЗіУ-5, за всіма зразками того часу, працівникам депо знадобилося всього два місяця. Відтепер Вінниця має екскурсійний тролейбус. Також, цього дня, вінничани мали можливість користуватися муніципальним транспортом безкоштовно.
22 грудня 2018 року до Вінниці з Мінського автомобільного заводу надійшов перший тролейбусний кузов. Над ним весь час працювали спеціалісти Вінницької транспортної компанії. У роботі використовуються українські запчастини, а що не вдасться адаптувати, замовлятимуть із закордону. Фактично це тільки заводський кузов, який обладнають деталями на базі потужностей тролейбусного депо.

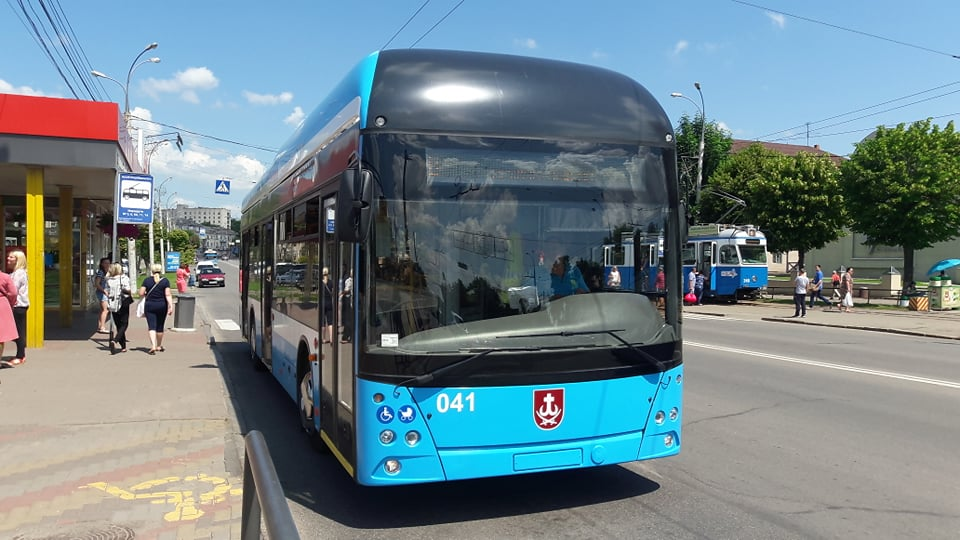
PTS-12 «VinLine» (№ 041)

11 квітня 2019 року КП «Вінницька транспортна компанія» представлено хід робіт з виготовлення тролейбусів силами міського депо. Тролейбус має власний дизайнерський вигляд обшивки. У новому тролейбусі 32 місця для сидіння, а загалом пасажиромісткість становить — 97 пасажирів. Після виходу нового вінницького тролейбусу на маршрут, оголосили конкурс на кращу назву. Перший дослідний зразок отримав робочу назву «Вінниця-RTS 12». Згодом було обрано нову назву — «VinLine». Всього впродовж 2019 року було виготовлено 4 тролейбуси PTS-12 «VinLine». У 2020 році було виготовлено два тролейбуси PTS-12 «VinLine».
1 травня 2020 року весь муніципальний транспорт, у тому числі тролейбуси, перейшов на безконтактну оплату проїзду.
З липня по вересень 2020 року в Тяжилові були здійснені роботи зі створення та подовження контактної мережі від вул. Лугової по вул. Ватутіна. Згодом 1 вересня було оголошено про подовження маршруту № 7 «Залізничний вокзал — вул. Лугова».  Відтепер кінцевою точкою маршрута стала «Вінничина-Авто» (СТО та автосалон навпроти поворота на вул. Гонти), що на 1,2 км далі від зупинки «вул. Лугова». В обидва напрями облаштовано по три нових зупинки. В залежності від пасажиропотока розглядається можливість подовжити й маршрути № 1 та № 4.
24 вересня 2020 відбулося відкриття (у тестовому режимі) маршруту № 10А «Вишенька — Немирівське шосе». Для запуску маршруту містом було виготовлено тролейбус PTS-12 «Vinline» з можливістю автономного ходу до 20 км. Від зупинки «Вулиця Чехова» до зупинки "ТОВ «Грін Кул»" відсутня контактна мережа тому тролейбус від'єднується від неї та прямує по неелектрифікованій частині маршруту 2,2 км в один бік.
22 жовтня 2020 року маршрут № 10А був скасований, замість нього відкритий новий маршрут № 12А «Гніванське шосе — Немирівське шосе», а саме: від зупинки «вул. Юзвинська» до зупинки «ТОВ «Грін Кул». Оскільки тролейбус з можливістю автономного ходу, маршрут вдалось збільшити на 3,3 км в одному напрямку (2,2 км по Немирівському шосе та 1,1 км по Гніванському шосе) та не прокладати мережу. Маршрут № 12А став найдовшим у Вінниці — 14,5 км. 6 січня 2021 року на лінію було випущено ще один тролейбус з автономним ходом, щоб покращити якість перевезень та скоротити інтервал руху. У 2021 році планувалося, що за маршрутом № 12А буде працювати 4-5 тролейбуси PTS-12 «Vinline» з автономним ходом.
24 червня 2021 відкрито новий маршрут № 15А «Вишенька — ВПЗ», через вулиці Батозьку та Липовецьку. На маршруті будуть задіяні два нові тролейбуси  PTS-12 «VinLine», які наприкінці травня 2021 року виготовила Вінницька транспортна компанія. По вул. Батозькій та Липовецькій тролейбуси їздитимуть на автономному ходу в обох напрямках 4,6 км.
28 жовтня 2021 року тролейбусний маршрут № 12А «Гніванська шосе — Немирівське шосе» продовжили до Писарівки та Щіток. Маршрут № 12А — найдовший у Вінниці, він пролягає через все місто та забезпечує сполучення приєднаних громад до міста. Раніше він мав протяжність близько 14 км, а зараз додається ще 3,9 км. Зараз його загальна протяжність — 18 км. Зокрема на автономному ходу тролейбус проходить 7 км в одному напрямку. Така відстань достатня для забезпечення цього маршруту транспортом, адже запас автономного ходу — 20 км. До Писарівки буде ходити 4 тролейбуси, інтервал руху складатиме від 24 до 47 хвилин.
22 грудня 2021 року відкритий тролейбусний маршрут № 14А «Залізничний вокзал — Юзвинська — Вишенька», що дало можливість подовжити напрямок від Аграрного університету по Гніванському шосе і до кінцевої зупинки тролейбуса на Вишеньці. Загальна протяжність маршруту 16,7 км і 45 % маршруту тролейбуси долають на автономному ході. Це третій тролейбусний маршрут, який відкрили у Вінницькій міській громаді з 2020 року.
24 жовтня 2022 року «Вінницька транспортна компанія» завершила збірку чергового «VinLine» і почала проводити його випробування. Тролейбус має можливість їхати без струмоприймачів, тому може працювати на маршрутах у віддалених мікрорайонах громади. Це енергоощадний низькополий тролейбус з автономним ходом на 20 км. Споживає електрики на 30 % менше порівняно з моделлю ЗіУ-682. Може працювати як від контактної мережі, так і від заряду акумулятора. Від попередніх версій відрізняється покращеними характеристиками. На транспортному засобі встановлена дистанційна система керування штангами, завдяки чому водію не потрібно виходити з салону аби опустити їх: цей процес відбувається автоматично. Тролейбус низькопідлоговий та обладнаний пандусом. Тролейбус має покращений інтер'єр салону, а його каркас виконаний з більш товстішого профілю і має кращу обробку від корозії. Салон нового тролейбуса має систему клімат-контролю. Загалом це вже 15-й за рахунком вінницький тролейбус, який зібраний у майстерні транспортної компанії. До кінця 2022 року було заплановано випустити ще чотири тролейбуса цієї моделі.
У «Вінницькій транспортній компанії» наразі основним завданням є заміна старих 100 тролейбусів ЗіУ-682 зі 126, які виїздять на лінію. Їх термін експлуатації вже втричі перевищив передбачені заводські характеристики, машини постійно підтримуються зазвичай капітально-відновлювальними ремонтами. Разом з тим, через їх високу енергоємність, особливого сенсу у продовженні таких ремонтів для подальшого використання транспортники не бачать.
У 2022 році списано 10 тролейбусів ЗіУ-682 через вичерпання подовженого ресурсу, недоцільністю подальшого ремонту й високі енергозатрати.
Наприкінці грудня 2022 року до Вінниці надійшли перші 10 з 20-ти  низькопідлогових вживаних тролейбусів «Solaris Trollino 12» з польського міста Люблін, які були виготовлені у 2010—2012 роках. Троллейбуси були придбані відповідно з оголошеним 6 жовтня 2022 року тендером, стартова вартість якого склала 34 млн гривень.
2 березня 2023 року відбулася презентація та вийшли на маршрут 10 тролейбусів Solaris Trollino. Це перша партія з 20 одиниць електротранспорту, яку закупила Вінницька міська рада. Тролейбуси запустили на найбільш завантажені міські маршрути - №3, №4 та №5. Транспорт відповідає європейським стандартам. Він замінить тролейбуси радянського виробництва ЗіУ, які вже вичерпали свій ресурс.
20 березня 2023 року відкрили два нові тролейбусні маршрути завдяки тролейбусам «VinLine» з автономним ходом на 20 км. «Вінницька транспортна компанія» зібрала три такі тролейбуси на базі кузова Otocar. Тож наразі запустили дві одиниці на маршрут № 14Б «Залізничний вокзал – Мікрорайон «Академічний». Довжина маршруту 8,8 км, з яких 1,7 км автономним ходом. Тривалість рейсу – 48 хв. Та один – на № 15Б «Вишенька – Хутір Шевченка». Довжина маршруту 12,8 км, з яких 3,5 км автономним ходом. Тривалість рейсу – 54 хв. Раніше на цих віддалених напрямках працювали лише автобуси та маршрутки.
Два нові тролейбуси «VinLinе» з 11 травня 2023 року додали на маршрути «Залізничний вокзал — Юзвинська — Вишенька» та «Залізничний вокзал – Мікрорайон «Академічний». На маршруті № 17 «Залізничний вокзал – мікрорайон «Академічний» (№14Б) курсуватиме 3 тролейбуси в робочі дні. Інтервал руху складатиме 20-45 хв, раніше був 45 хв. На маршруті № 18 «Залізничний вокзал – Юзвинська – Вишенька» (№ 14А) курсуватиме 4 тролейбуси у робочі дні. Інтервал руху скоротиться, якщо раніше він був 40-60 хв, то стане 28 – 30 хв.
З метою покращення орієнтування пасажирів буде впроваджена виключно цифрова нумерація тролейбусних маршрутів. Зміни набудуть чинності з 20 травня 2023 року. Вінничан та гостей міста просять звернути увагу. Зміни стосуватимуться наступних тролейбусних маршрутів:
№ 6А – № 21 «ВПЗ – Залізничний вокзал»;
№ 12А – № 19 «Гніванське шосе – Немирівське шосе»;
№ 14А – № 18 «Залізничний вокзал – Вул. Юзвинська – Вишенька»;
№ 14Б – № 17 «Залізничний вокзал – Мікрорайон «Академічний»;
№ 15А – № 16 «Вишенька – Муніципальний ринок – ВПЗ»;
№ 15Б – № 20 «Вишенька – Хутір Шевченка».
з 10 липня 2024 року відкритий новий тролейбусний маршрут № 22 від мікрорайону «Вишенька» до селища Десна. Довжина маршруту 15,7 км, з яких 3 км прямує автономним ходом. Новий маршрут складатиметься з 32 зупинок та інтервал руху в години пік складатиме 56-66 хвилин. Два тролебуси сполучатимуть Вишеньку, центр міста, Водоканал та Десну.

## Маршрути
| Тролейбусні маршрути в місті Вінниця | Тролейбусні маршрути в місті Вінниця | Тролейбусні маршрути в місті Вінниця | Тролейбусні маршрути в місті Вінниця | Тролейбусні маршрути в місті Вінниця |
| №                                    | Початковий пункт                     | Кінцевий пункт                       | Дата відкриття                       | Примітки |
| ------------------------------------ | ------------------------------------ | ------------------------------------ | ------------------------------------ | --- |
| 1                                    | Підшипниковий завод (ВПЗ)            | Вулиця Лугова (Тяжилів)              |                                      | Працює з понеділка по п'ятницю, зміни в маршруті: «Водоканал — Рибсбит» (з 10.1965); «Водоканал — Інструментальний завод» (з 1966); «Підшипниковий завод — Інструментальний завод» (з 18.11.1967) |

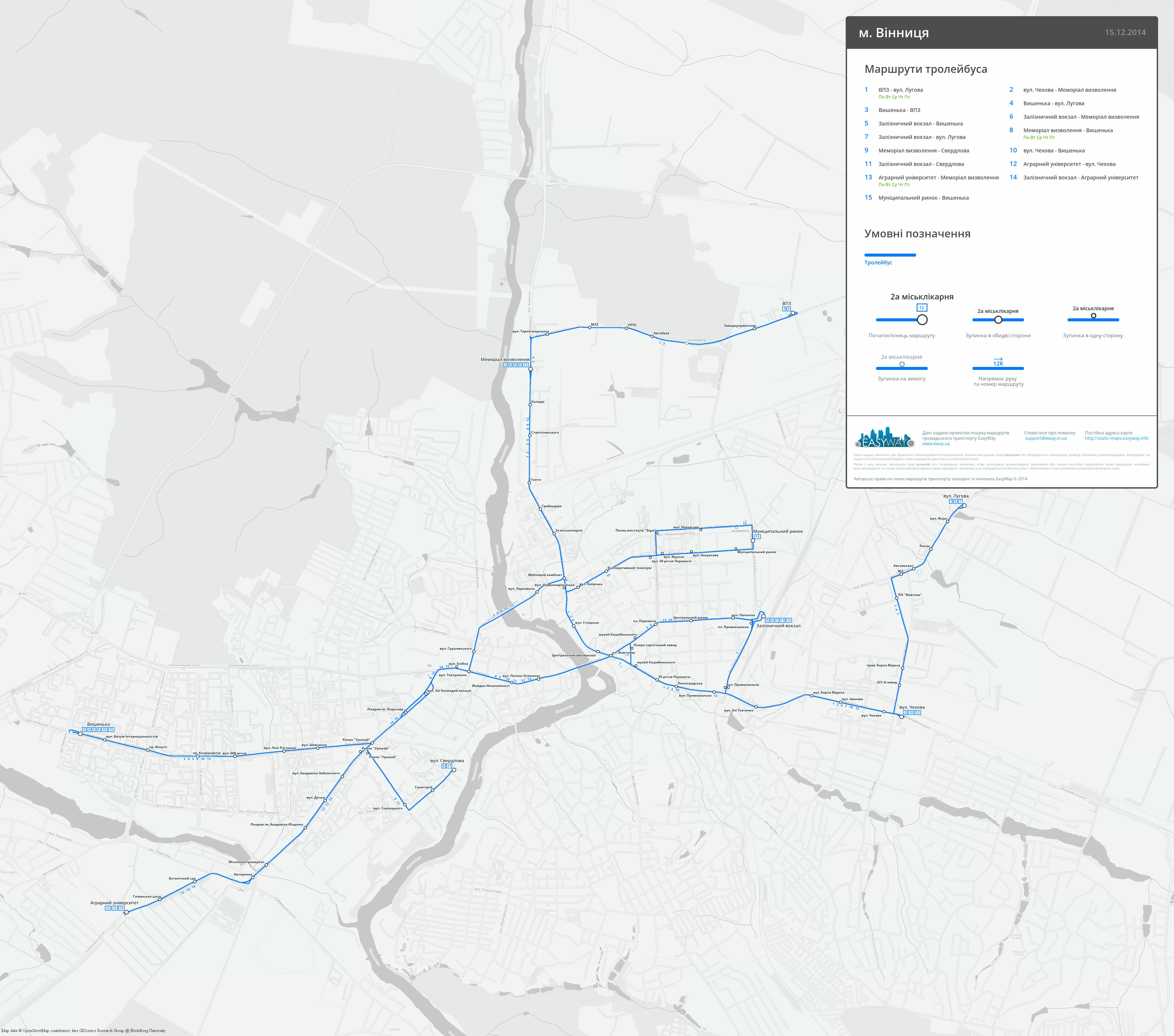
Схема маршрутів тролейбусу

| 2                                    | Водоканал                            | Вулиця Гетьмана Мазепи               |                                      | До січня 2023 року курсував за маршрутом «Меморіал Визволення — Вулиця Чехова» |
| 3                                    | Підшипниковий завод (ВПЗ)            | Вишенька                             |                                      | |
| 4                                    | Вишенька                             | Вулиця Лугова (Тяжилів)              |                                      | Працює щоденно з 27.08.2012 |
| 5                                    | Залізничний вокзал                   | Вишенька                             | 11.1978                              | |
| 6                                    | Залізничний вокзал                   | Водоканал                            | 11.1990                              | До січня 2023 року курсував за маршрутом «Залізничний вокзал — Меморіал Визволення» |
| 7                                    | Залізничний вокзал                   | Вінниччина-Авто (Тяжилів)            | 1998, Змінений 01.09.2020            | Маршрут подовжено від вулиці Лугової на три зупинки |
| 8                                    | Вишенька                             | Водоканал                            |                                      | Працює з понеділка по п'ятницю До січня 2023 року курсував за маршрутом «Вишенька — Меморіал Визволення» |
| 9                                    | Водоканал                            | Вулиця Коріатовичів                  | Змінений 22.08.1997                  | До січня 2023 року курсував за маршрутом «Меморіал Визволення — Вулиця Коріатовичів» |
| 10                                   | Вишенька                             | Вулиця Гетьмана Мазепи               |                                      | До січня 2023 року курсував за маршрутом «Вишенька — Вулиця Чехова» |
| 10А                                  | Вишенька                             | Немирівське шосе                     | 24.09.2020                           | Скасований з 22.10.2020 |
| 11                                   | Залізничний вокзал                   | Вулиця Коріатовичів                  | 22.08.1997                           | |
| 12                                   | Вулиця Гетьмана Мазепи               | Аграрний університет                 | Змінений 01.08.2009                  | 23.08.2006 До січня 2023 року курсував за маршрутом «Вулиця Чехова — Аграрний університет» |
| 13                                   | Водоканал                            | Аграрний університет                 | 16.05.2011                           | Працює з понеділка по п'ятницю До січня 2023 року курсував за маршрутом «Меморіал Визволення — Аграрний університет» |
| 14                                   | Залізничний вокзал                   | Аграрний університет                 | Відновлений 18.08.2014               | Працює з 06:17 до 22:00 |
| 14                                   | Меморіал Визволення                  | Муніципальний ринок                  | 21.07.2007                           | Скасований з 16.02.2012 |
| 15                                   | Вишенька                             | Муніципальний ринок                  | 21.07.2007                           | Працює з 06:40 до 23:00, з 06.06.2016 року продовжено рух маршруту до 23:00 |
| 16                                   | Вулиця Чехова                        | Муніципальний ринок                  | 21.07.2007                           | Скасований з 01.01.2012 |
| 16                                   | Вишенька                             | Підшипниковий завод                  | 24.06.2021                           | На маршруті працюють тролейбуси PTS-12 «Vinline» з функцією автономного ходу. Маршрут пролягає через Муніципальний ринок та вулицю Липовецьку до Підшипникового заводу. До 19.05.2023 працював під № 15А. |
| 17                                   | Свердловський масив                  | Муніципальний ринок                  | 21.07.2007                           | Скасований з 16.02.2012 |
| 17                                   | Залізничний вокзал                   | Мікрорайон «Академічний»             | 20.03.2023                           | На маршруті працюють тролейбуси PTS-12 «Vinline» з функцією автономного ходу. Маршрут пролягає від залізничного вокзалу площею Привокзальною, проспектом Коцюбинського, вулицями Соборна, Пирогова, Андрія Шептицького, Тимофіївська. Інтервал руху в години-пік – 20 – 45 хв. До 19.05.2023 працював під № 14Б.                               |
| 18                                   | Вишенька                             | Залізничний вокзал                   | 22.12.2021                           | На маршруті працюють тролейбуси PTS-12 «Vinline» з функцією автономного ходу. Маршрут пролягає через Барське шосе, вул. Юзвинську та Гніванське шосе до залізничного вокзалу. Інтервал руху в години-пік – 28 – 30 хв. До 19.05.2023 працював під № 14А.                                                                                       |
| 19                                   | Немирівське шосе                     | Гніванське шосе                      | 22.10.2020                           | На маршруті працюють тролейбуси PTS-12 «Vinline» з функцією автономного ходу. До 19.05.2023 працював під № 12А. |
| 20                                   | Вишенька                             | Хутір Шевченка                       | 20.03.2023                           | На маршруті працюють тролейбуси PTS-12 «Vinline» з функцією автономного ходу. Маршрут пролягає вулицями Келецька, Пирогова, Театральна, Вячеслава Чорновола, Академіка Янгеля, Стрілецька, Батозька, Гонти, Марка Вовчка, Липовецька, Чернігівська, Кальницька. Інтервал руху в години-пік – 1 година 50 хв. До 19.05.2023 працював під № 15Б. |
| 21                                   | Залізничний вокзал                   | Підшипниковий завод (ВПЗ)            | 11.1990                              | На маршруті працює лише 1 тролейбус у вихідні дні. До 19.05.2023 працював під № 6А. В вересні 2023 помічено, що маршрут "ходить" також по буднях, у складі однієї одиниці. |
| 22                                   | Вишенька                             | Десна                                | 10.07.2024                           | На маршруті працюють 2 тролейбуси PTS-12 «Vinline» з функцією автономного ходу. Вони сполучатимуть Вишеньку, центр міста, Водоканал та Десну. |

Курсивом виділені маршрути № 1, 2, 9, 19(12А), 16(15А), 20(15Б), де інтервали можуть перевищувати 15 хвилин у «непікові години» і немає руху після 21:00.
Маршрути № 3, 5, 4, 6, 7, 10, працюють з 05:30 до 00:00. Решта маршрутів має трохи скорочений графік роботи. Пересічна тривалість одного маршруту — близько 30 хвилин.
Скорочення маршрутів № 14, 16, 17 у 2012 році були обумовлені через «нерентабельність», хоча вінничани згадують дані маршрути й понині.

## Рухомий склад

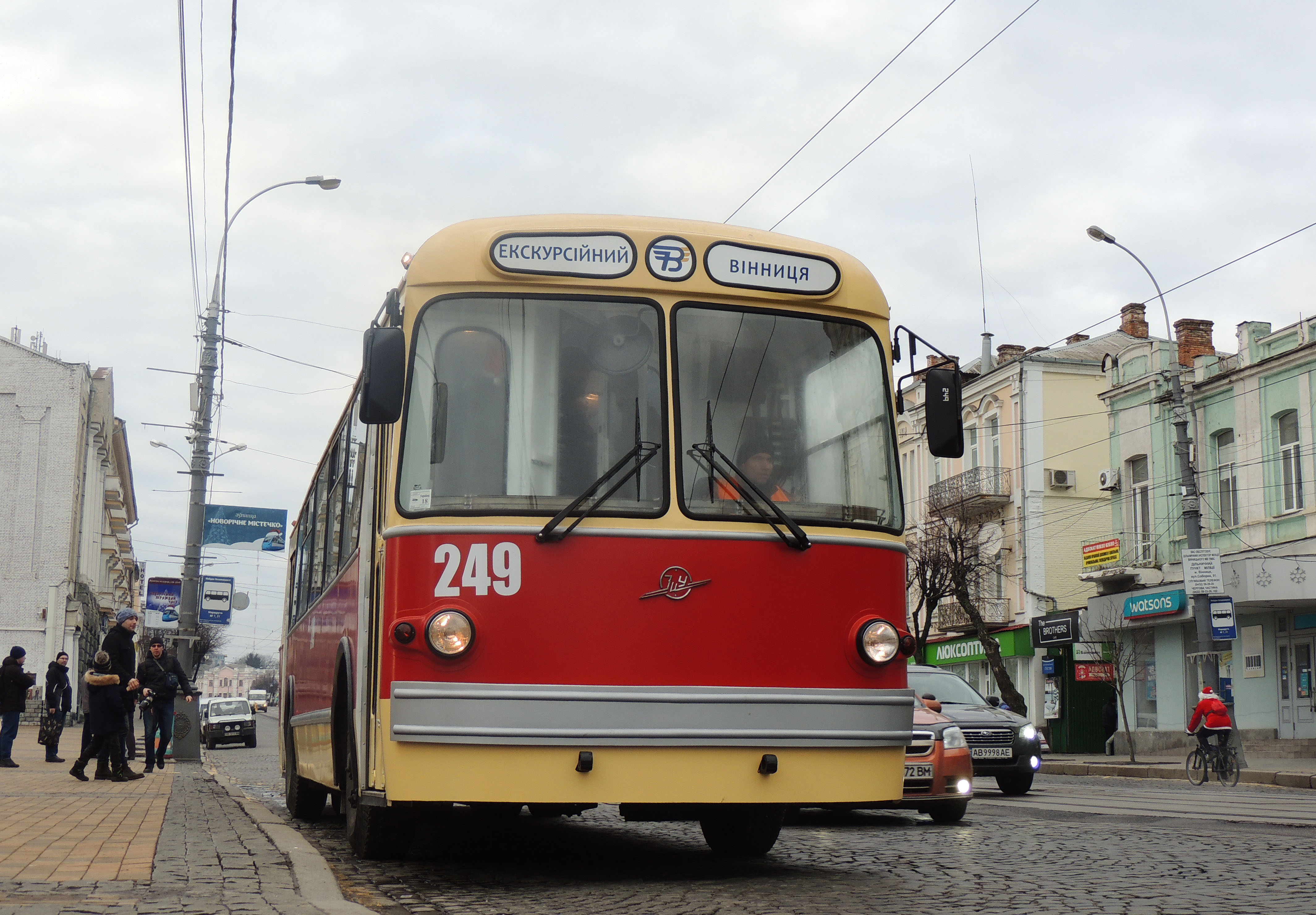
Тролейбус ЗіУ-5 у Вінниці

З урахуванням даних на 1 січня 2024 року:
У вінницькому тролейбусному депо здійснюється капітальний ремонт ЗіУ-682. Встановлюються електронні маршрутні табло, інформаційні системи та світлодіодні лампи. Декілька тролейбусів прикрашено малюнками.
До кінця 2013 року було оновлено увесь тролейбусний парк, у тому числі й ті машини, які були несправні й уже не виходили на маршрут.
Один вживаний тролейбус з Києва марки ЮМЗ Т2 (№ 538) — також пройшов капітальний ремонт у депо та вийшов на маршрути.

## Оплата проїзду

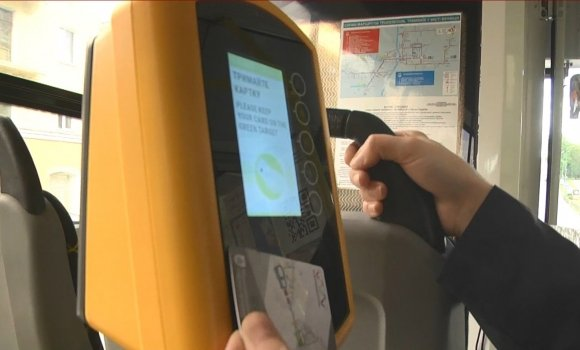
Приклад валідатора у Вінниці

Раніше оплатити проїзд можна було придбавши квиток у кондуктора. Але в останні роки кондукторів ставало все менш, адже вони звільнялися. Так у 2019 році близько 50 % тролейбусів і трамваїв працювало без кондуктора, а оплата здійснювалась у водія. З огляду на таку ситуацію ще у 2017 році почали розробляти та помалу впроваджувати безконтактну оплату.

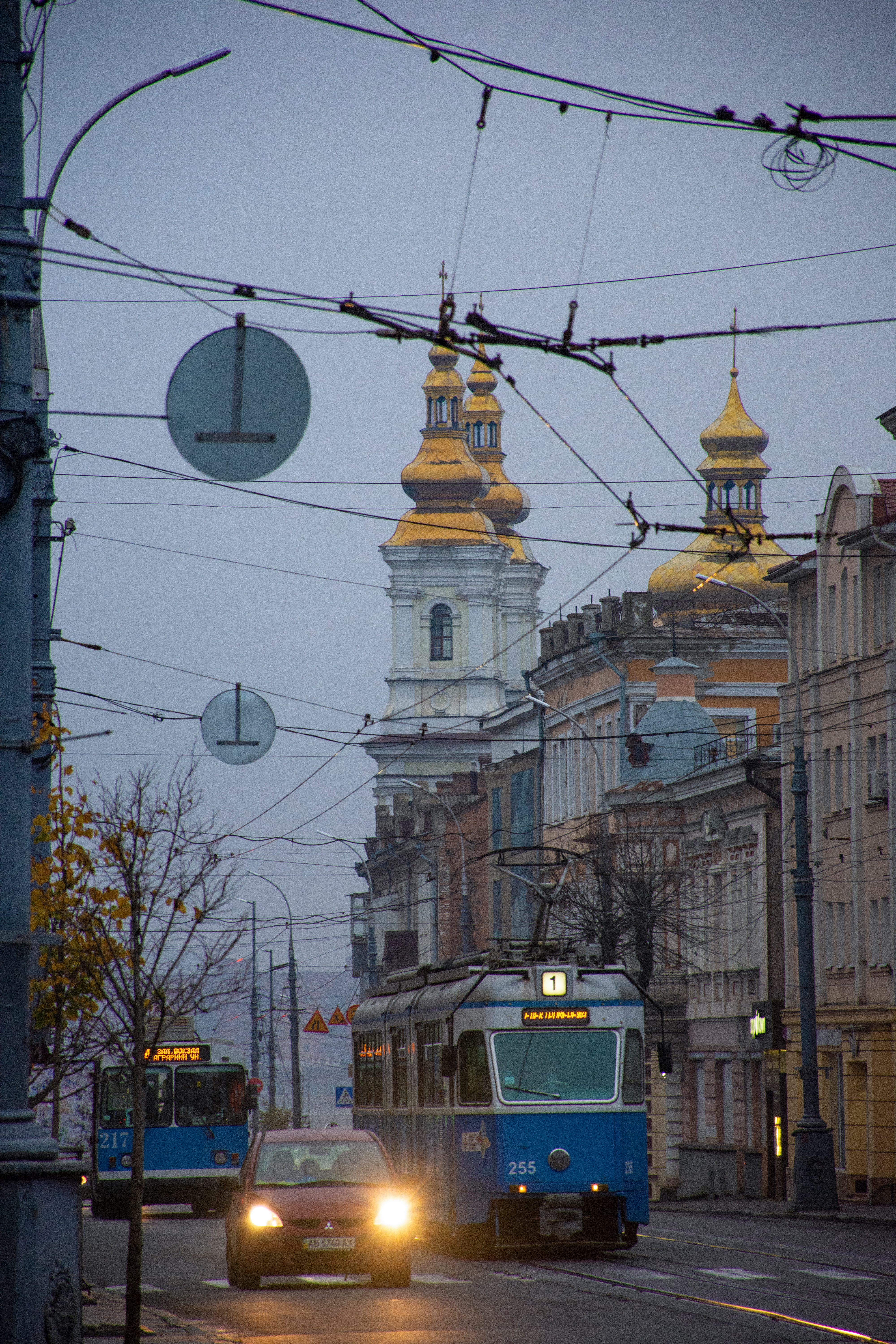
Електротранспорт Вінниці

З 1 травня 2020 року увесь муніципальний транспорт, у тому числі тролейбуси, перейшов на виключно безконтактну оплату проїзду. Весь муніципальний транспорт обладнали валідаторами. Отже, оплатити проїзд відтепер можна такими способами:
- через муніципальну картку вінничанина, приклавши її до валідатора;
- через банківську картку, що має технологію NFC, приклавши її до валідатора;
- через телефон, що має технологію NFC та банківський додаток прив'язаний до картки, приклавши телефон до валідатора;
- відсканувавши QR-код через мобільний додаток «Приват24»;
- через відправлення SMS повідомлення (стягується плата відповідна оплаті проїзду).

В електротранспорті діє контроль, тому доволі часто оплату проїзду перевіряють контролери. За неоплату проїзду загрожує штраф у 20-кратному розмірі від вартості проїзду (160 грн).
Станом на 1 серпня 2021 року, вартість проїзду одного пасажира та провозу одного місця багажу — 8,00 гривень.
| Динаміка зростання вартості проїзду | Динаміка зростання вартості проїзду | Динаміка зростання вартості проїзду |
| Дата встановлення тарифу            | Вартість проїзду, ₴                 | Примітки                            |
| ----------------------------------- | ----------------------------------- | ----------------------------------- |
| До 31 травня 2011                   | 1,00                                |                                     |
| 1 червня 2011                       | 1,25                                |                                     |
| 1 травня 2013                       | 1,50                                |                                     |
| 1 серпня 2014                       | 2,00                                | [ 31 ] [ 32 ]                       |
| 9 липня 2016                        | 3,00                                | [ 33 ] [ 34 ]                       |
| 20 серпня 2018                      | 4,00                                |                                     |
| 1 серпня 2021                       | 8,00                                |                                     |
| 15 грудня 2024                      | 12,00                               | [ 35 ]                              |

З 1 квітня 2021 року відновлено продаж паперових квитків на проїзд. Їх можна придбати за готівку у терміналах EasyPay, яких понад 450 одиниць на території міста. Вартість паперових квитків не відрізняється від електронних: 8,00 грн за трамвай, тролейбус, автобус. Однак оператор мережі бере з пасажира ще й комісію, яка складає додаткову 1 гривню за кожен квиток.

## Перспективи
Протягнути тролейбусну мережу до межі міста (с. Агрономічне) та до мікрорайону Академічний

## Галерея

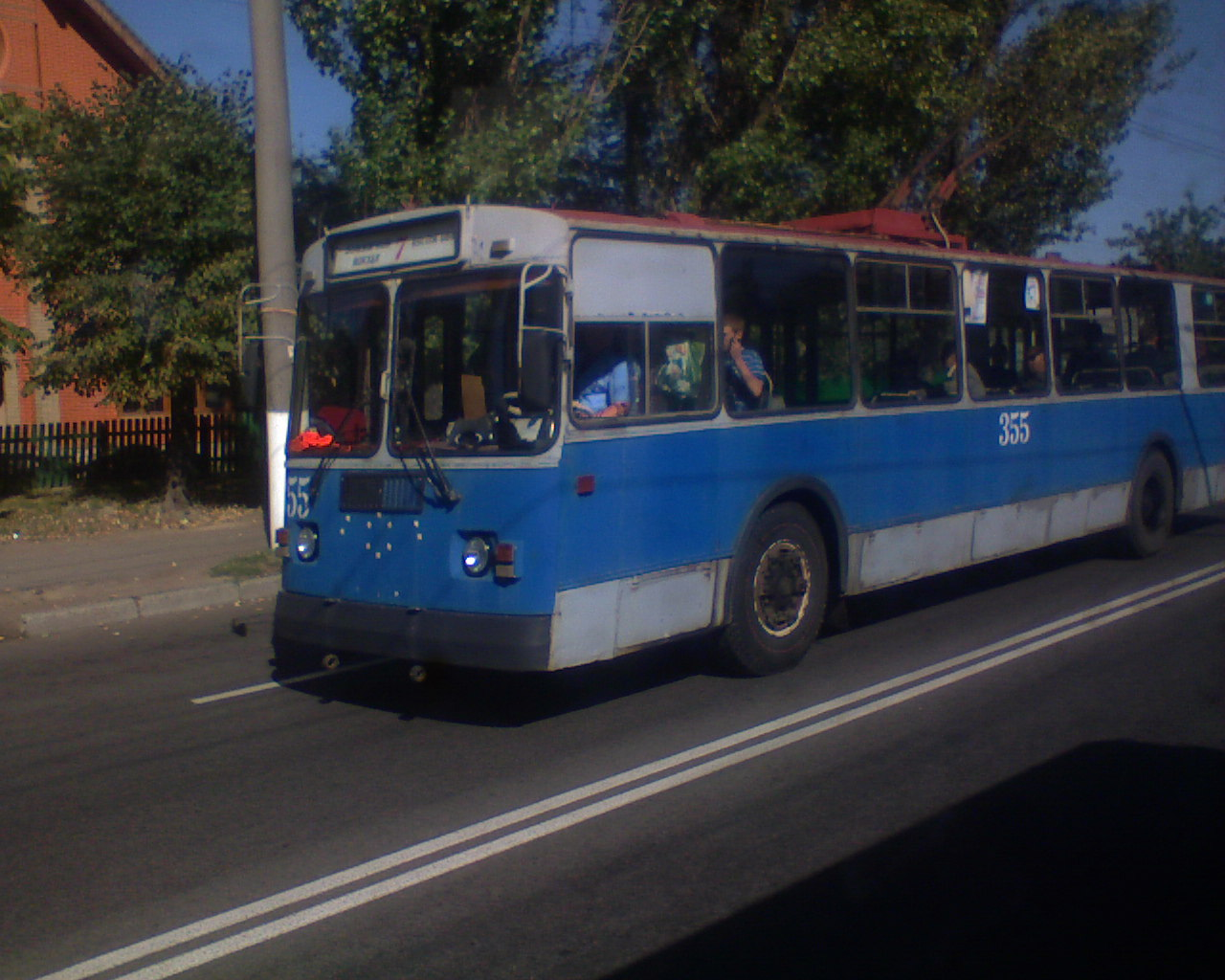
ЗіУ-682 (№ 355) на маршруті № 7
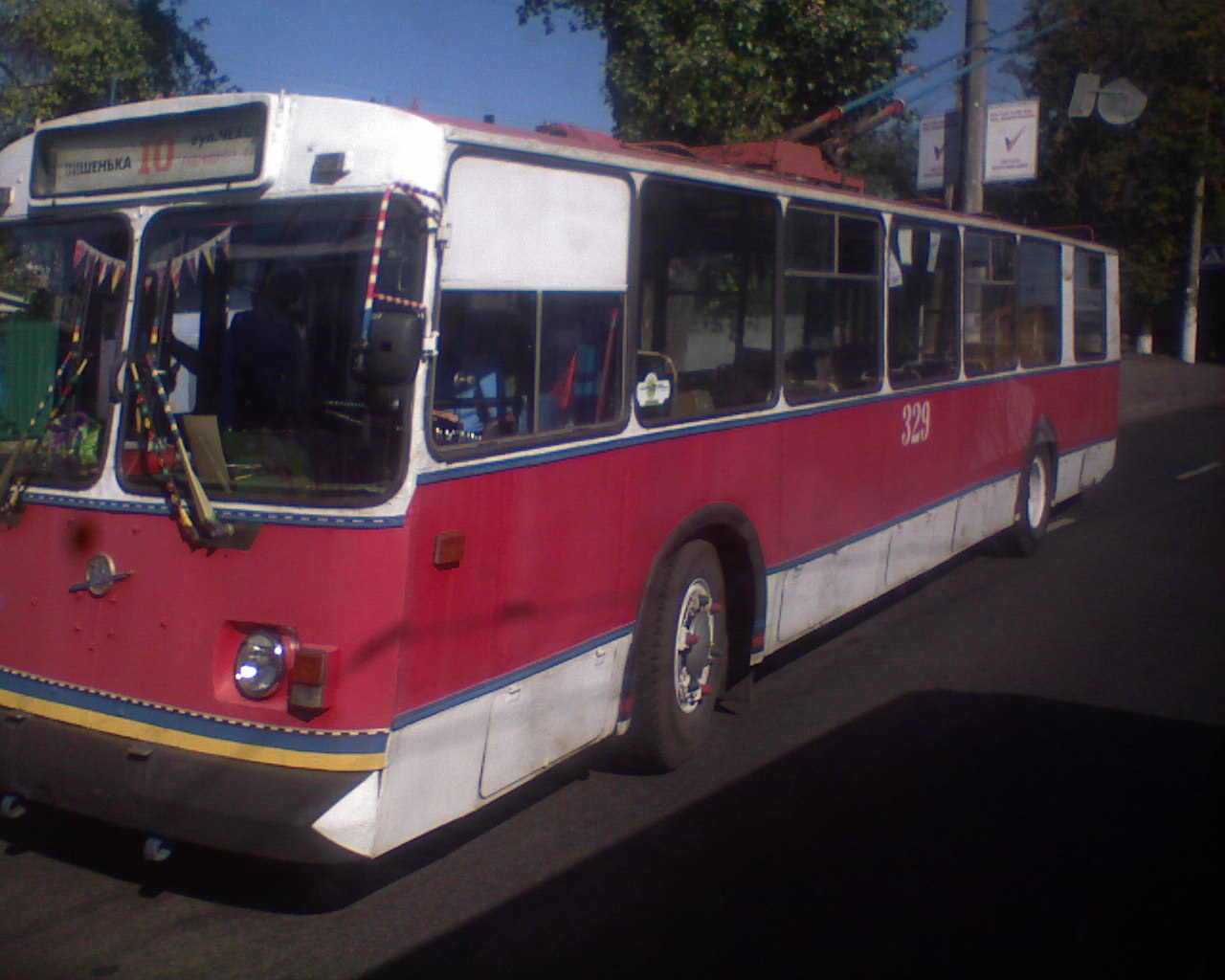
ЗіУ-682 (№ 329) на маршруті № 10
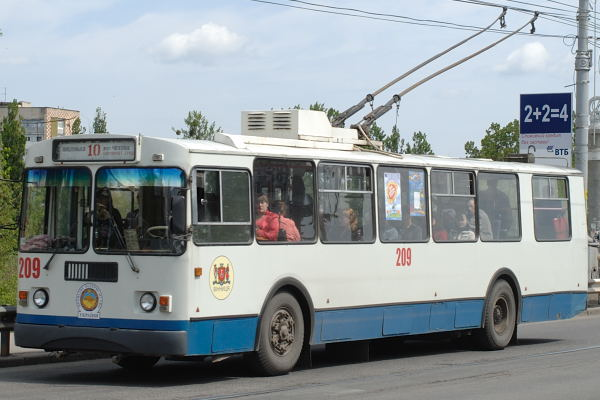
ЗіУ-682 (№ 209) на маршруті № 10
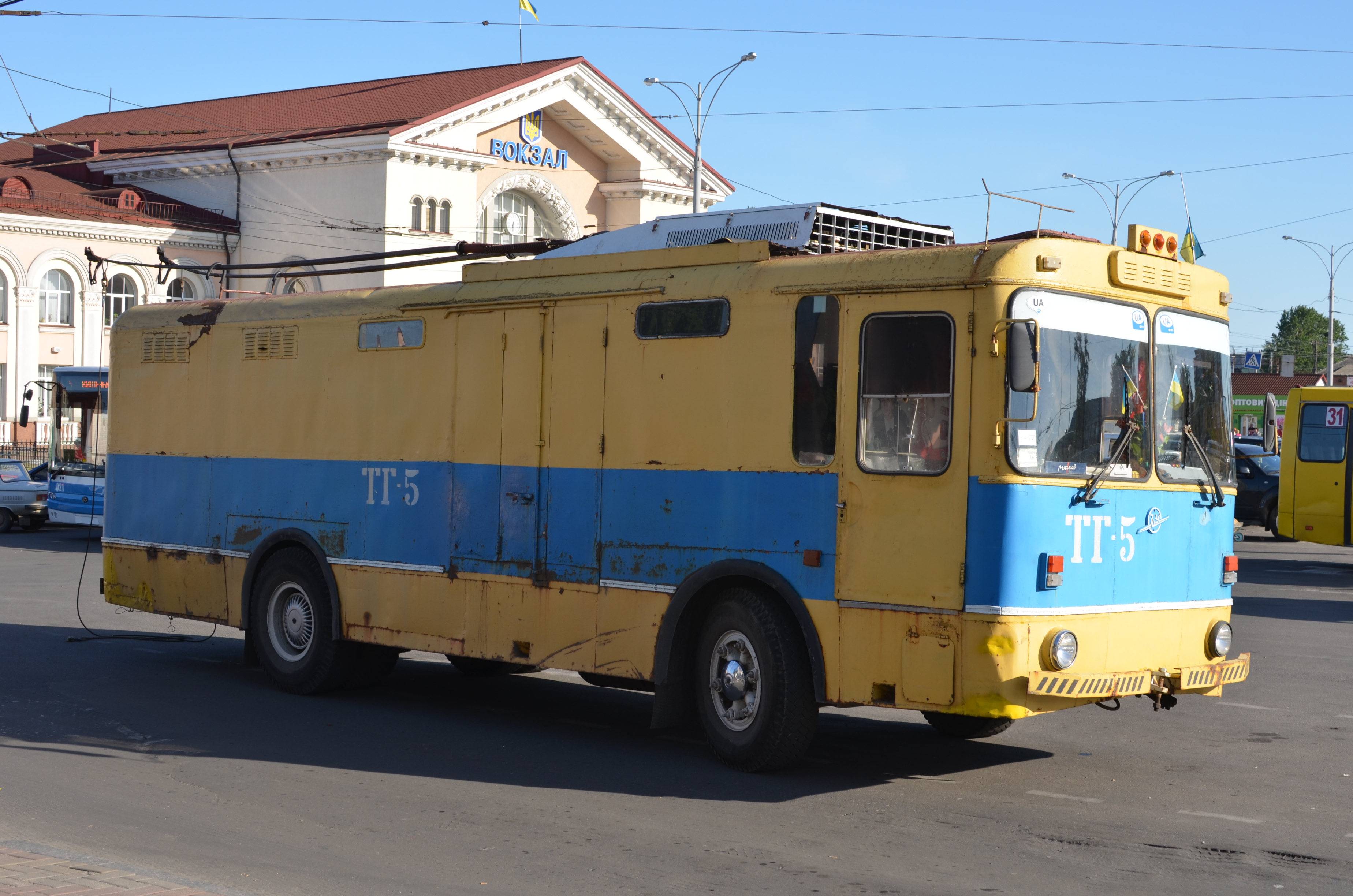
КТГ-1 (№ ТГ-5)
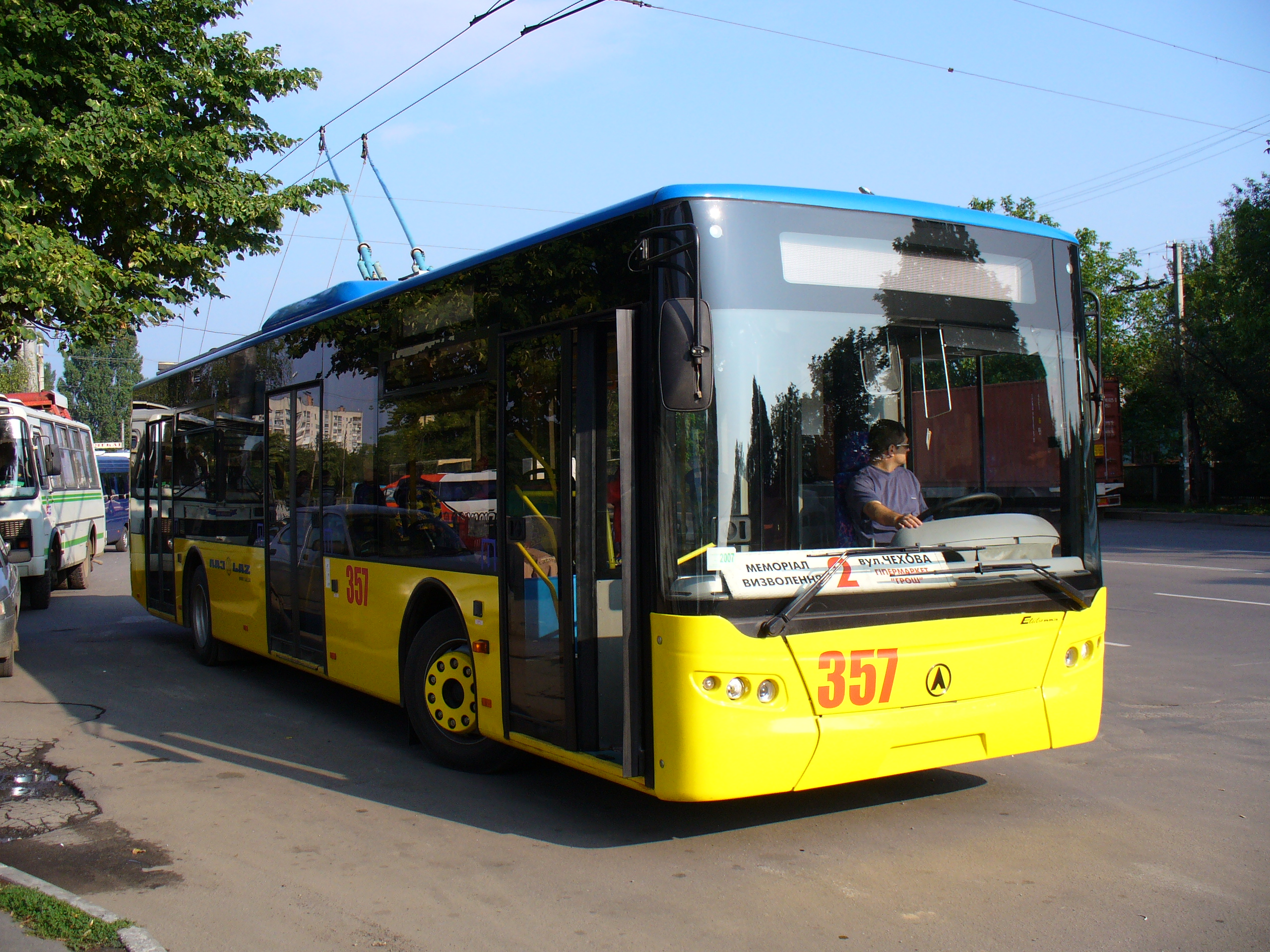
ЛАЗ Е183 на маршруті № 2